# Jan Mertzig
Jan Mertzig (* 18. Juli 1970 in Huddinge) ist ein ehemaliger schwedischer Eishockeyspieler, der in seiner aktiven Zeit von 1989 bis 2003 unter anderem für die New York Rangers in der National Hockey League gespielt hat.   

## Karriere
Jan Mertzig begann seine Karriere als Eishockeyspieler in seiner Heimatstadt beim Huddinge IK, für dessen Profimannschaft er von 1989 bis 1995 in der damals noch zweitklassigen Division 1 aktiv war. Anschließend erhielt er einen Vertrag beim Luleå HF aus der Elitserien. Mit diesem wurde er auf Anhieb Schwedischer Meister, wobei der Verteidiger in insgesamt 51 Spielen elf Tore erzielte und zwölf Vorlagen gab. Aus diesem Grund wurde der als Rookie des Jahres ausgezeichnet. In der Saison 1996/97 scheiterte er mit seinem Team im Playoff-Finale am Färjestad BK. 
Nachdem Mertzig im NHL Entry Draft 1998 in der neunten Runde als insgesamt 235. Spieler von den New York Rangers ausgewählt worden war, verließ er den Luleå HF nach drei Spielzeiten. In der Saison 1998/99 gab der Schwede zwei Vorlagen in 23 Spielen für die Rangers in der National Hockey League, verbrachte die meiste Zeit allerdings in deren Farmteams, dem Hartford Wolf Pack aus der American Hockey League und den Utah Grizzlies aus der International Hockey League. Nach nur einem Jahr kehrte der Linksschütze nach Europa zurück, wo er vom EC KAC verpflichtet wurde. Mit den Österreichern gewann er 2000 und 2001 jeweils die nationale Meisterschaft, sowie 2000 zudem die Interliga. 
In der Saison 2002/03 lief Mertzig noch einmal in seiner schwedischen Heimat für den Linköpings HC in der Elitserien auf. Daraufhin beendete er im Alter von 33 Jahren seine Karriere.        

### International
Für Schweden nahm Mertzig an der Weltmeisterschaft 1998 teil, bei der er mit seiner Mannschaft Weltmeister wurde.

## Erfolge und Auszeichnungen
- 1996 Schwedischer Meister mit dem Luleå HF
- 1996 Rookie des Jahres der Elitserien
- 1997 Schwedischer Vizemeister mit dem Luleå HF
- 1998 Goldmedaille bei der Weltmeisterschaft
- 2000 Österreichischer Meister mit dem EC KAC
- 2000 Interliga-Gewinn mit dem EC KAC
- 2001 Österreichischer Meister mit dem EC KAC